# Sistema de Clasificación Biofarmaceútica

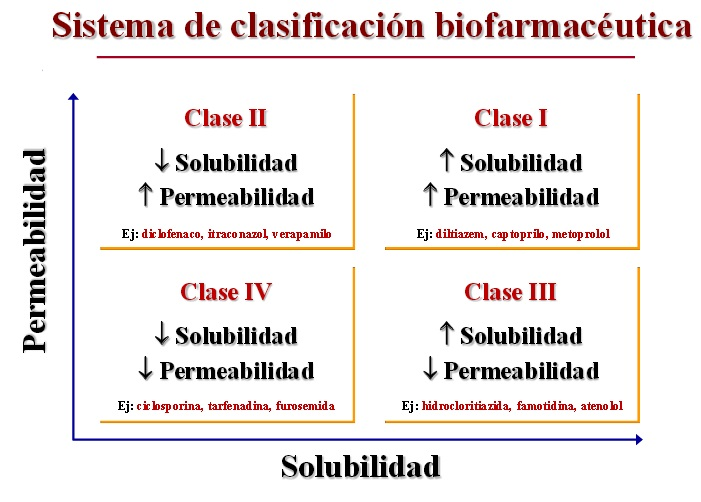
Tabla de Sistema de Clasificación Biofarmacéutica(BCS)

El Sistema de Clasificación Biofarmacéutica (BCS: Biopharmaceutics Classification System) fue propuesto en el año 1995, por Gordon Amidon. Permite diferenciar los fármacos de acuerdo a sus propiedades de solubilidad y permeabilidad, con el fin de establecer sus potenciales propiedades de absorción, tras su administración por vía extravasal, fundamentalmente por vía oral.
Esta clasificación tiene en cuenta la dosis de fármaco que debe administrarse para conseguir efectos terapéuticos dada su relación con la disolución en medio acuoso, la cual para ser aceptable no debe superar la concentración de saturación. Esto se debe a que los fármacos deben estar en estado disuelto para poder ser absorbidos.
El BCS tiene importantes implicaciones en los estudios de bioequivalencia ya que permite establecer las Bioexenciones, las cuales permiten establecer la bioequivalencia a partir de ensayos de disolución in vitro, evitándose la realización de estudios comparativos de biodisponibilidad in vivo.
Esta clasificación no tiene en cuenta la capacidad metabólica de los fármacos por lo que más recientemente se ha desarrollado una nueva clasificación que considera esta propiedad.(Biopharmaceutics Drug Disposition Classification System; BDDCS)

## Categorías
El BCS establece las siguientes 4 categorías:
- Clase 1: Fármacos de alta permeabilidad y alta solubilidad

Ejemplo: Metoprolol
- Clase 2 - Fármacos de Alta permeabilidad y baja solubilidad;

Ejemplo: Glibenclamida
- Clase 3 Fármacos de baja permeabilidad y alta solubilidad

Ejemplo: Cimetidina
- Clase 4 Fármacos de Baja permeabilidad y baja solubilidad

Ejemplo: Hidroclorotiazida

## Criterios
La Agencia de Alimentos y Medicamentos de los Estados Unidos(FDA) ha publicado una guía donde se establecen los siguientes criterios de solubilidad y permeabilidad para la BCS.
- Solubilidad: Un fármaco es considerado altamente soluble cuando la dosis terapéutica (se utiliza la más alta permitida) es soluble en 250 mL a un intervalo de pH de 1 a 7,5. Además debe disolverse el 85% del fármaco en 15 minutos o menos, utilizando el aparato 1 de disolución de la USP,  en el margen de pH de  4,5 a 6,8.

- Permeabilidad: Un fármaco se considera altamente permeable cuando el grado de absorción, evaluado en estudios de permeabilidad in vivo,  es del 90% o más de la dosis administrada.

Los parámetros adimensionales, número de dosis (D0), número de disolución (Dn) y número de absorción (An), son utilizados en la predicción de las propiedades de absorción de los fármacos y están basados en las propiedades de solubilidad y permeabilidad utilizadas en el BCS así como en la magnitud de dosis y en el tiempo de permanencia del fármaco en el lugar de absorción.